# Budhachandra
Maharadja Budhachandra (1908 – 1955) werd in september 1941 koning van Manipur. Hij was getrouwd met de Nepalese prinses Ishori Devi. Op 10 mei 1942 werd Manipur bezet door Japan. Na 1945 was Manipur door de oorlog failliet geraakt. Om de economie aan te sterken besloot de koning, in oktober 1946, tot de oprichting van de politieke partij Nationaal Congres van Manipur. Niet veel later, in januari 1947, besloot de koning dat hij wilde overstappen op een constitutionele parlementaire monarchie. Hij liet een commissie plannen maken, maar dit proces werd niet voltooid.
Op 15 augustus 1947 werd India onafhankelijk. Op 11 augustus 1947 sloot Manipur een aansluitingsverdrag met India. Op 21 september 1949 vertrok de koning naar Shillong om zaken als de grondwet te bespreken, daarnaast wilde de koning dat zijn land autonomie verkreeg in het nieuwe India. Daar wilde India niets van horen. Manipur werd officieel geannexeerd door India en maharadja Budhachandra bleef tot 1955 de laatste koning van Manipur.